# Gabi Lodermeier

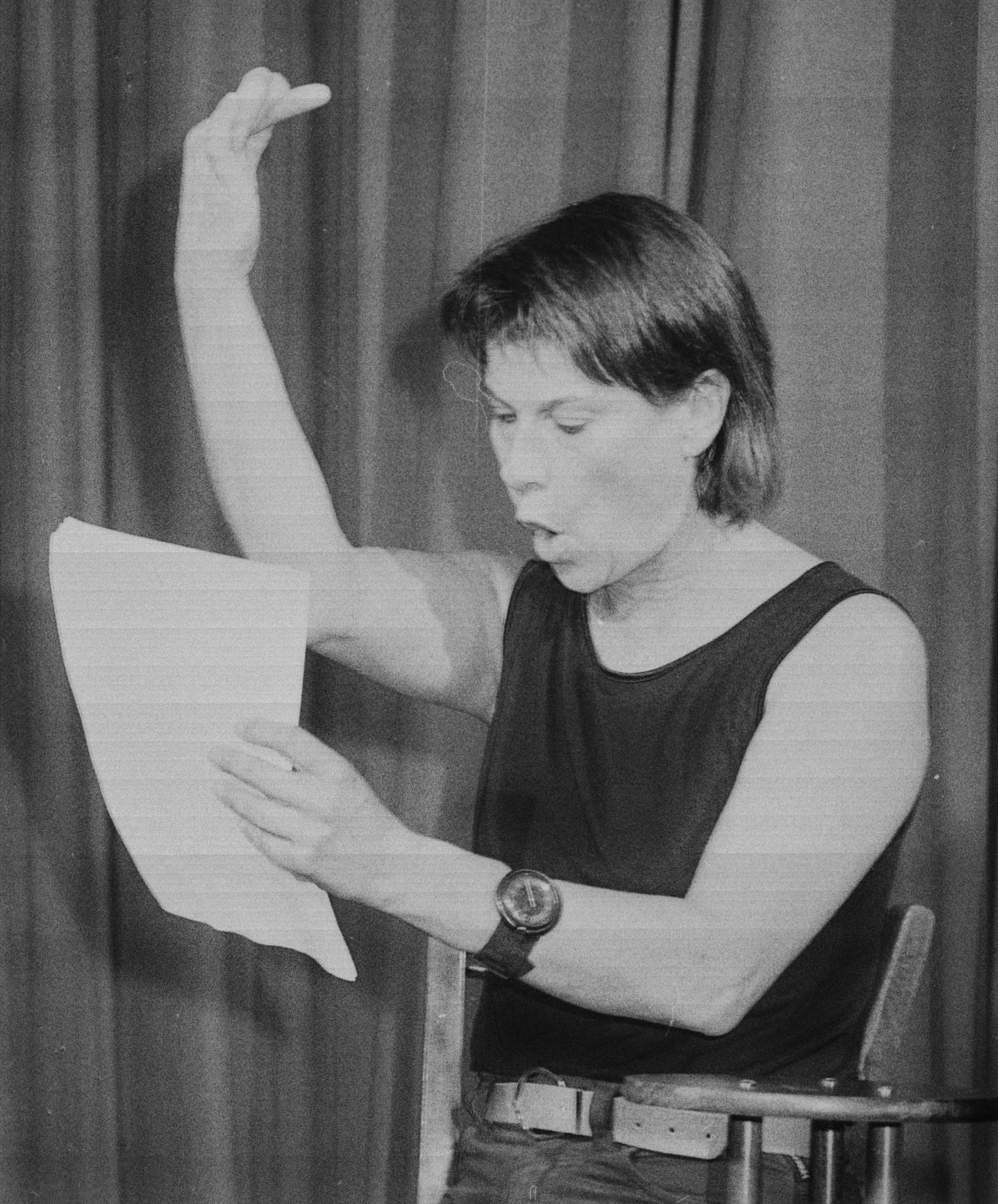
Gabi Lodermeier in der Alten Schule Solnhofen, 23. Oktober 1998

Gabi Lodermeier (* 8. Januar 1953 in München) ist eine deutsche Kabarettistin und Sängerin.

## Leben
Neben ihren Bühnenprogrammen spielt sie im Hörfunk und Fernsehen, unter anderem in Café Meineid (1990–2003), Herbert und Schnipsi (1996–2004) und Nachschlag (1991–2004). Bekannt wurde sie als „Veiglhofer“ in der Fernsehserie Kanal fatal; 1991 war Gabi Lodermeier Ensemblemitglied der Münchner Lach- und Schießgesellschaft.
2013 trat sie in den Brettl-Spitzen - Die Volkssänger-Revue auf.

## Auszeichnungen
- 1994 Ernst-Hoferichter-Preis

## Kabarett-Soloprogramme
- 1988: Täkitisi Tante Lisi
- 1989: Ozapft is
- 1990: Weil's wurscht is
- 1998/2001: Sätisfäktschn
- 2005: Hommage an Bally Prell
- 2011: München, Du aufplatzte Weißwurscht
- 2015: Frau Veiglhofer verpilgert sich

## Filmografie (Auswahl)
Chiemgauer Volkstheater
- 2009: Der Diplom Bauernhof – als  Renate
- 2009: Der Vatertagsausflug – als Genofeva Öttl
- 2013: Der Matratzenspion – als Lia Wohlgemut